# Juraj Drašković
Juraj Drašković (ur. 5 lutego 1515 w Żylinie, zm. 21 stycznia 1587 w Wiedniu) – chorwacki kardynał.

## Życiorys
Urodził się 5 lutego 1515 roku w Żylinie, jako syn Bertalana Draškovicia i Anny Utiessenich. Studiował w Krakowie, Bolonii, Rzymie i Wiedniu. W 1539 roku przyjął święcenia kapłańskie. Następnie został kanonikiem w Oradei i protonotariuszem apostolskim. 17 lutego 1560 roku został wybrany biskupem Peczu. Był ambasadorem Ferdynanda I na sobór trydencki. 11 listopada 1563 roku został wybrany biskupem Zagrzebia, a 22 marca następnego roku jego kandydaturya została zatwierdzona. 25 kwietnia 1578 roku został wybrany jako ordynariusz Győr, a 27 października papież potwierdził tę kandydaturę. Rok później został kanclerzem i wiceregentem Królestwa Węgier. 30 kwietnia 1582 roku został arcybiskupem Kalocsi. 18 grudnia 1585 roku został kreowany kardynałem prezbiterem, jednak nigdy nie pojechał do Rzymu i nie otrzymał kościoła tytularnego. Zmarł 21 stycznia 1587 roku w Wiedniu.